# Mintjo Nikolov
Mintjo Nikolov (på bulgarsk: Минчо Николов) (født 14. september 1952) er en bulgarsk tidligere roer.
Nikolov vandt, som del af den bulgarske dobbeltfirer, bronze ved OL 1980 i Moskva. Bådens øvrige besætning var Ljubomir Petrov, Ivo Rusev og Bogdan Dobrev. Bulgarerne fik bronze efter en finale, hvor Østtyskland vandt guld, mens Sovjetunionen tog bronzemedaljerne. Han deltog også i samme disciplin ved OL 1976 i Montreal, hvor bulgarerne blev nr. 5.

## OL-medaljer
- 1980:  Bronze i dobbeltfirer